# Lucio Cinti
Lucio Constantino Cinti Luna (La Plata, 23 de febrero de 2000) es un jugador argentino de rugby que se desempeña como centro en el equipo inglés Saracens.
Iniciado en La Plata Rugby Club de su ciudad natal, formó parte de la selección juvenil de rugby 7 que ganó la medalla de oro en los Juegos Olímpicos de la Juventud de Buenos Aires 2018. Con la selección mayor, por su parte, obtuvo la medalla de bronce en los Juegos Olímpicos de Tokio 2020. Disputó la Copa Mundial de Rugby de 2023 como miembro de Los Pumas.

## Clubes
Formado en La Plata Rugby Club, hizo su debut con el equipo superior en 2018.
En octubre de 2021 fue contratado por el London Irish de la Premiership Rugby de Inglaterra. En 2023 el club se disolvió, por lo que Cinti regresó a la Argentina y se reincorporó a La Plata Rugby Club. Sin embargo apenas disputó un partido oficial, antes de retornar a Inglaterra fichado por los Saracens.

## Selecciones nacionales

### Rugby 7
Cinti fue convocado al seleccionado juvenil de rugby 7 de Argentina que disputó el torneo masculino de la modalidad en los Juegos Olímpicos de la Juventud de Buenos Aires 2018. Allí obtendría la medalla de oro.
Poco después fue convocado a la selección mayor para disputar la Serie Mundial de Rugby 7 2018-19.
Una lesión sufrida en mayo de 2019 lo dejó fuera del equipo, haciendo su retorno recién en enero de 2021. Integró así el equipo que obtuvo la medalla de bronce en el torneo masculino de rugby 7 de los Juegos Olímpicos de Tokio 2020 y posteriormente continuó actuando en la Serie Mundial Masculina de Rugby 7.

### Rugby 15
Cinti estuvo asignado al plantel de la selección juvenil de rugby de Argentina que se preparó para el Campeonato Mundial de Rugby Juvenil 2019, pero por una lesión en su plexo braquial tuvo que ser desafectado del equipo.
Fue convocado por primera vez para jugar con los Los Pumas en el Torneo de las Tres Naciones 2020, integrando el plantel que venció a los All Blacks en Nueva Zelanda.
Formó parte del equipo nacional que disputó la Copa Mundial de Rugby de 2023.

## Palmarés
- Medalla de oro en los Juegos Olímpicos de la Juventud de Buenos Aires 2018

- Medalla de bronce en los Juegos Olímpicos de Tokio 2020